# Рождение пар
Рожде́ние пар — в физике элементарных частиц обратный аннигиляции процесс, в котором возникают пары частица-античастица (реальные или виртуальные). Для появления реальной пары частиц закон сохранения энергии требует, чтобы энергия, затраченная в этом процессе, превышала удвоенную массу частицы: {\displaystyle E_{p}=2mc^{2}.} Минимальная энергия {\displaystyle E_{p},} необходимая для рождения пары данного типа, называется порогом рождения пар. Кроме того, для рождения реальной пары необходимо выполнение других законов сохранения, применимых к данному процессу. Так, законом сохранения импульса запрещено рождение одним фотоном в вакууме реальной электрон-позитронной пары (или пары любых других массивных частиц), поскольку единичный фотон в любой системе отсчёта несёт конечный импульс, а электрон-позитронная пара в своей системе центра масс обладает нулевым импульсом. Чтобы происходило рождение пар, необходимо, чтобы фотон находился в поле ядра или массивной заряженной частицы. Этот процесс происходит в области, имеющей размер комптоновской длины волны электрона λ = 2,4⋅10−10 см (или, при рождении пар более тяжёлых частиц, например мюонов μ+μ−, размер их комптоновской длины волны).
Рождение электрон-позитронных пар при взаимодействии гамма-кванта с электромагнитным полем ядра (в сущности, с виртуальным фотоном) является преобладающим процессом потери энергии гамма-квантов в веществе при энергиях выше 3 МэВ (при более низких энергиях действуют в основном комптоновское рассеяние и фотоэффект, при энергиях ниже Ep = 2mec2 = 1,022 МэВ рождение пар вообще отсутствует). Вероятность рождения пары в таком процессе пропорциональна квадрату заряда ядра.
Рождение электрон-позитронных пар гамма-квантами (в камере Вильсона, помещённой в магнитное поле для разделения треков электрона и позитрона) впервые наблюдали Ирен и Фредерик Жолио-Кюри в 1933 году, а также Патрик Блэкетт, получивший в 1948 году за это и другие открытия Нобелевскую премию по физике.

## Рождение электрон-позитронных пар в электрическом поле
Сильное электрическое поле способно генерировать электрон-позитронные пары. Интенсивность генерации электрон-позитронных пар зависит от напряжённости поля, а не от его частоты. Под влиянием статического электрического поля потенциальный барьер, отделяющий позитроны в море Дирака от электронов, приобретает треугольную форму. Швингер нашёл формулу для вероятности образования электрон-позитронных пар в единице объёма за единицу времени, то есть интенсивности рождения пар: {\displaystyle w={\frac {ce^{2}E^{2}}{4\pi ^{3}\hbar ^{2}}}\exp \left(-{\frac {E_{kp}}{E}}\right)}, где {\displaystyle E_{kp}={\frac {\pi m^{2}c^{3}}{\hbar e}}} — критическое значение напряжённости поля. Эффективность рождения пар экспоненциально уменьшается при уменьшении напряжённости. Чтобы эффект был заметным, необходимы очень большие напряжённости поля {\displaystyle E_{kp}\sim 10^{16}} В/см. Напряжённость поля на боровской орбите атома водорода {\displaystyle E_{at}\sim 10^{9}} В/см.

### Лазерные импульсы
В мощных лазерных импульсах можно получить электромагнитные поля релятивистских напряжённостей. В настоящее время удаётся получить поток мощности до 1022 Вт/см² при длительности импульса порядка нескольких фемтосекунд (1 фс = 10−15 с). В таких полях с помощью линз можно создать напряжённости электрического поля, близкие к {\displaystyle E_{kp}.} Таким образом возможна прямая экспериментальная проверка эффекта вакуумного рождения электрон-позитронных пар.

### Столкновения релятивистских тяжёлых ионов
Достаточная напряжённость электрического поля достигается вблизи поверхности сверхтяжёлых ядер, имеющих заряд Z > 1/α ≈ 137, где α — постоянная тонкой структуры. Энергия связи электрона на нижней, так называемой K-оболочке в атоме с зарядом ядра Z ≈ 150 равна массе электрона, а при Z ≈ 172 — удвоенной массе электрона, то есть порогу рождения электрон-позитронных пар Ep = 2mec2 = 1,022 МэВ. Ядер с таким зарядом в природе нет, однако они кратковременно образуются при столкновениях тяжёлых ионов в экспериментах, направленных на поиск сверхтяжёлых элементов. Если суммарный заряд сталкивающихся ионов превысит критическое значение, то на короткое время, до распада составного ядра возникнет электрическое поле, достаточное для спонтанного рождения реальной электрон-позитронной пары. Электрон виртуальной электрон-позитронной пары фактически находится в потенциальной яме с глубиной Ep. Когда вблизи неё появляется другая потенциальная яма с такой же или большей глубиной (К-оболочка вблизи сверхтяжёлого составного ядра), становится возможным превращение виртуальной пары в реальную. Электрон, туннелировав через потенциальный барьер, занимает вакансию на К-оболочке, а позитрон уходит на бесконечность.

## Рождение электрон-позитронных пар в гравитационном поле
Электрон-позитронные пары теоретически способно порождать гравитационное поле, как переменное, так и постоянное. Экспериментально такие процессы пока не наблюдались.

### Рождение пар гравитационной волной
Для переменного гравитационного поля (гравитационная волна) порог рождения пар {\displaystyle \hbar \omega =mc^{2}}, где {\displaystyle \omega } — частота гравитационной волны, {\displaystyle m} — масса электрона и позитрона, {\displaystyle c} — скорость света. Рождение пар элементарных частиц переменным гравитационным полем может играть большую роль в космологии.

### Рождение пар в статическом гравитационном поле
Постоянное гравитационное поле для того, чтобы породить пары, должно быть неоднородным. Пары могут рождаться только за счёт приливного эффекта. Разность сил, действующих на электрон и позитрон в виртуальной паре (приливной эффект), равна {\displaystyle {\frac {mgL_{C}}{L}},} где {\displaystyle g} — ускорение, сообщаемое гравитационным полем, {\displaystyle L_{C}={\frac {\hbar }{mc}}} — комптоновская длина волны, {\displaystyle L} — характерный масштаб неоднородности гравитационного поля. Порог рождения пар: {\displaystyle ({\frac {mgL_{C}}{L}})L_{C}\sim mc^{2}.} Для сферической невращающейся массы {\displaystyle M} на достаточно большом расстоянии r от нее ускорение {\displaystyle g={\frac {GM}{r^{2}}},} {\displaystyle L\sim r} и условие рождения пар принимает вид {\displaystyle GML_{C}^{2}r^{-3}\sim c^{2}.} Его можно записать в виде {\displaystyle r\sim \left({\frac {L_{C}^{2}GM}{c^{2}}}\right)^{\frac {1}{3}}\sim \left(L_{C}^{2}R_{G}\right)^{\frac {1}{3}},} где {\displaystyle R_{G}={\frac {2GM}{c^{2}}}} — гравитационный радиус. Энергия, необходимая одной частице из возникшей пары для того, чтобы уйти прочь, возникает за счёт поглощения другой частицы чёрной дырой. В поле тяжести с ускорением {\displaystyle g\sim {\frac {GM}{R_{G}^{2}}}} электронно-позитронная пара на характерном расстоянии {\displaystyle L_{C}={\frac {\hbar }{mc}}} приобретает энергию {\displaystyle E\sim {\frac {GMmL_{C}}{R_{G}^{2}}}\sim {\frac {\hbar GM}{R_{G}^{2}c}}={\frac {\hbar c^{3}}{4GM}}.} Такой энергии отвечает температура {\displaystyle T\sim {\frac {\hbar c^{3}}{4k_{B}GM}}.} Электронно-позитронные пары будут рождаться, если {\displaystyle k_{B}T\sim mc^{2},} то есть при {\displaystyle R_{G}\sim {\frac {\hbar }{mc}}.} Если {\displaystyle R_{G}\gg {\frac {\hbar }{mc}},} то вероятность рождения пар снижена множителем {\displaystyle e^{-{\frac {E}{k_{B}T}}}}